# 千葉智宏
千葉智宏（1966年1月1日—）是一名日本动画脚本家、小说家，群马县出身。是进行小说、动画、电子游戏等策划、编集的制作公司Studio Orphee的公司总裁兼首席执行官。

## 主要参加作品

### 动画
- 機動戰士GUNDAM SEED ASTRAY系列
- 機動戰士GUNDAM 00（2007年）
- 機動戰士GUNDAM 00 Second Season（2008年）
- 劇場版 機動戰士GUNDAM00 -A wakening of the Trailblazer-（2010年）

### 游戏
- DARIUSBURST（2009年）